# 普法夫罗达
普法夫罗达（德語：Pfaffroda，發音：[pfafˈʁoːda]）是德国萨克森州厄尔士山县曾经的一个市镇，面积55.13平方千米，人口为人。2017年1月1日，普法夫罗达并入市镇奥尔伯恩豪。